# Esther Sullastres
Esther Sullastres Ayuso (Torroella de Montgrí, 20 de marzo de 1993) es una futbolista española. Pertenece a la plantilla del Sevilla Fútbol Club (femenino), club de la Primera División femenina. También ha actuado como guardameta con la Selección de fútbol de España y con la selección de fútbol de Cataluña.

## Trayectoria
Nació en Torroella de Montgrí, pequeño pueblo de la provincia de Gerona en el Bajo Ampurdán. En verano de 2001, con nueve años de edad, ingresó en la UE L'Estartit, club en el que ha desarrollado casi toda su carrera deportiva. Con 14 años fue llamada para entrenar con el primer equipo y participó en varios desplazamientos del mismo.
Debutó con el primer equipo en la temporada 2008-09, con 15 años. Fue el 14 de diciembre de 2008, en un partido de liga frente al Colegio alemán, en Valencia, con un resultado adverso de 2-0. Desde entonces fue alternando sus actuaciones entre la UE L'Estartit B y el primer equipo.
A los 16 años asumió la titularidad en la portería de la UE L'Estartit, compartiéndola junto a Alba Montserrat. También disputó un partido de la Copa de la Reina de Fútbol ante el Levante UD.
En la temporada 2011-12 la UE L'Estartit descendió a Segunda División debido al mal momento económico del club. Esta circunstancia le permitió escuchar varias ofertas de clubes de la Primera División y acabó decantándose por el FC Barcelona.
Sullastres debutó oficialmente con el FC Barcelona en un partido correspondiente a semifinales de la Copa Cataluña 2012 ante la misma UE L'Estartit, el 24 de agosto de 2012 en Manresa, con un 8-0 para las azulgranas. Tres días después, el 27 de agosto consiguió su primer título con el FC Barcelona tras vencer en la final al RCD Español en la tanda de penaltis. 
En septiembre de 2012, el FC Barcelona jugó en el Mini Estadi (Barcelona) los dieciseisavos de final de la Liga de Campeones ante el Arsenal Ladies FC inglés, perdiendo ambos enfrentamientos (0-3 y 4-0). Sullastres participó en el partido de ida, alternándose con Laura Ràfols.
El 5 de mayo de 2013 el FC Barcelona disputó la última jornada de la liga ante el Athletic Club en San Mamés, ante unos 30.000 espectadores. Los goles de Melanie Serrano y Vaitiare Kenti dieron la victoria y el título del campeonato 2012-2013.
El 16 de junio de 2013 el FC Barcelona se proclamó tricampeón después de derrotar por 4-0 al CD Prainsa Zaragoza en la final de la Copa de la Reina que se disputó en Las Rozas de Madrid.
El 24 de junio de 2013, Sullastres disputa el último partido con el F. C. Barcelona después de anunciar su deseo de no continuar. El partido tuvo lugar en el estadio de la Nova Creu Alta de Sabadell, correspondiente a cuartos de final de Copa Catalunya, (0-13).
El 19 de junio de 2015 se hizo oficial su traspaso al Valencia Féminas Club de Fútbol.
Tras dos temporadas en el Valencia CF Femenino, el 30 de junio de 2017 se hace oficial su retorno a Zaragoza para defender la portería del Zaragoza CFF. Tras 5 meses en el club, el 28 de enero de 2018, sufre una rotura del ligamento cruzado anterior de la rodilla izquierda, siendo operada el 28 de marzo y que la mantendrá apartada de los terrenos de juego 18 meses. A final de temporada no renueva con el Zaragoza CFF quedando como jugadora sin equipo. Recibe la llamada Deportivo Abanca que se ofrece completar su recuperación en el club pero rechaza la oferta para poder completar el curso académico de sus estudios de veterinaria en Zaragoza.
Meses más tarde, una vez terminado el curso académico, el Deportivo Abanca vuelve a hacer una nueva oferta. El 12 de junio de 2019 se hace oficial su fichaje por el Deportivo como una de las jugadoras referencia en su primera temporada en la Primera Iberdrola. El día 8 de septiembre de 2019 tras 588 días sin jugar un partido oficial Esther Sullastres vuelve a los terrenos de juego en la primera jornada de liga del Deportivo, enfrentándose al R.C.D. Español en la Ciudad Deportiva de Abegondo.
En el verano de 2021, tras confirmarse el descenso de categoría del club gallego, la guardameta publica un emotivo comunicado mediante un video en sus redes sociales anunciando su marcha. Ese mismo verano se confirma su fichaje por el Sevilla FC, donde continuará compitiendo en la división de oro nacional, bajo las órdenes de su ya conocido entrenador Cristian Toro, y compartiendo portería con la hasta ahora titular Noelia Ramos.

## Selección nacional
Esther Sullastres fue convocada para las selecciones sub-17 y sub-19 de las categorías inferiores de la selección española, participando en dos campeonatos de Europa. Además también ha sido internacional con la Absoluta.
Selección española sub-17

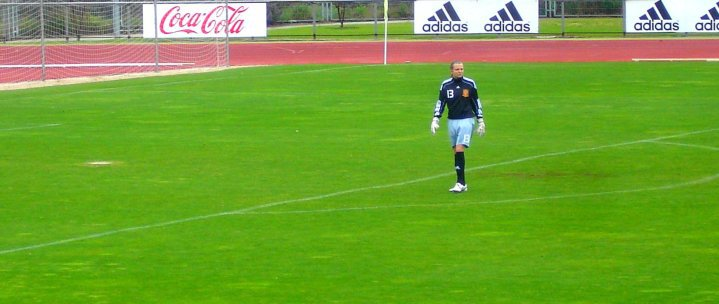
Sullastres en Las Rozas de Madrid, ante Suiza, con la selección Sub-17

Fue convocada en una ocasión por la Selección Española Sub-17 en abril de 2010, con motivo de la ronda élite del Campeonato Europeo Sub-17 de 2010 contra las selecciones de Dinamarca, Bélgica y Suiza en la Ciudad del Fútbol de Las Rozas de Madrid, tras la lesión la meta titular Berta Noguera. No obstante, la guardameta titular en los encuentros fue Lola Gallardo y Sullastres debutó ante Suiza a falta de 11 minutos, encuentro que terminó 0-0, disputado el 15 de abril de 2010. 
No volvió a ser convocada en la posterior fase final del campeonato que se celebró en junio en Nyon (Suiza), donde se proclamaron campeonas de Europa, ni en el mundial de Trinidad y Tobago celebrado en septiembre, consiguiendo la medalla de bronce.
Selección Española Sub-19
En septiembre de 2011 Ángel Vilda, seleccionador Sub-19, anunció la convocatoria de Sullastres para representar a España en el mini-torneo que se dio a cabo en Bosnia y Herzegovina como preparación para la Eurocopa de 2012. Su debut fue el 19 de septiembre de 2011 ante Moldavia en Sarajevo, con victoria para las españolas (8-0).
En marzo de 2012, Vilda anunciaba nuevamente la convocatoria de Esther para participar en la ronda élite, celebrada en Sochi (Rusia). Aunque Sullastres fue suplente durante todo el campeonato, disfrutó de algunos minutos ante Rusia en la que se impusieron las rojas por 0-4. Clasificadas para la fase final de la Eurocopa 2012 disputada en Antalya (Turquía), en semifinales derrotaron a Portugal por 1-0 y cayeron en la final ante Suecia por 1-0 en la prórroga. Así, Esther Sullastres se proclama subcampeona de Europa Sub-19 con la Selección de fútbol de España en julio de 2012
Selección Española Absoluta
Además ha sido internacional absoluta en una ocasión habiendo debutando el 6 de marzo de 2017 contra Islandia en la Copa Femenina de Fútbol de Algarve, en la que disputó toda la segunda parte del partido, que finalizó con empate a cero, en sustitución de Mariasun Quiñones. Además estuvo convocada para otros tres partidos más de dicho torneo internacional, del que la Selección Española se proclamó campeona ante Canadá por primera vez en su historia.

## Selección autonómica
Esther Sullastres también ha disputado seis partidos con la Selección de fútbol de Cataluña. Con este combinado, en mayo de 2008, se proclamó subcampeona del campeonato de España de selecciones autonómicas.

## Clubes
| Club                   | País              | Temporada | Liga | Copa | Champions |
| ---------------------- | ----------------- | --------- | ---- | ---- | --------- |
| UE L'Estartit          | Bandera de España | 2008-09   | 5    | -    | -         |
| UE L'Estartit          | Bandera de España | 2009-10   | 14   | 1    | -         |
| UE L'Estartit          | Bandera de España | 2010-11   | 22   | -    | -         |
| UE L'Estartit          | Bandera de España | 2011-12   | 34   | -    | -         |
| FC Barcelona           | Bandera de España | 2012-13   | 10   | -    | 1         |
| CD Transportes Alcaine | Bandera de España | 2013-14   | 27   | -    | -         |
| CD Transportes Alcaine | Bandera de España | 2014-15   | 19   | -    | -         |
| Valencia Féminas CF    | Bandera de España | 2015-16   | 19   | 2    | -         |
| Valencia Féminas CF    | Bandera de España | 2016-17   | 7    | -    | -         |
| Zaragoza CFF           | Bandera de España | 2017-18   | 11   | -    | -         |
| Deportivo Abanca       | Bandera de España | 2019-20   | 9    | 2    | -         |
| Deportivo Abanca       | Bandera de España | 2020-21   | 18   | -    | -         |
| Sevilla FC Femenino    | Bandera de España | 2021-22   | -    | -    | -         |

* Copa: Copa de la Reina; Champions: Champions League
* Actualizado hasta el 4 de mayo de 2021

## Palmarés

### Campeonatos nacionales
| Título             | Equipo       | País   | Año     |
| ------------------ | ------------ | ------ | ------- |
| Campeonato de Liga | FC Barcelona | España | 2012-13 |
| Copa de la Reina   | FC Barcelona | España | 2012-13 |

### Campeonatos internacionales
| Título          | Equipo              | Sede     | Año  |
| --------------- | ------------------- | -------- | ---- |
| Copa de Algarve | Selección de España | Portugal | 2017 |

### Torneos internacionales
| Título   | Equipo                     | Sede    | Año  |
| -------- | -------------------------- | ------- | ---- |
| Eurocopa | Selección de España sub-19 | Turquía | 2012 |

### Otros torneos
| Título               | Equipo                 | País   | Año  |
| -------------------- | ---------------------- | ------ | ---- |
| Campeonato de España | Selección de Catalunya | España | 2008 |